# Villa Grove (Illinois)
Villa Grove város az USA Illinois államában, Douglas megyében. Lakosainak száma 2472 fő (2020. április 1.).

## Népesség
A település népességének változása:

| 2010 | 2 537 |
| 2020 | 2 472 |